# 이 여자를 보라
이 여자를 보라는 한국에서 제작된 이규웅 감독의 1965년 영화이다. 김진규 등이 주연으로 출연하였고 신상옥 등이 제작에 참여하였다.

## 출연

### 주연
- 김진규
- 남궁원
- 최지희
- 주연

## 제작진
- 조명: 김대진
- 미술: 송백규